# Пальма (коммуна)
Пальма́ (фр. Palmas, окс. Palmàs) — коммуна во Франции, находится в регионе Окситания. Департамент — Аверон. Входит в состав кантона Лессак. Округ коммуны — Родез.
Код INSEE коммуны — 12177.
Коммуна расположена приблизительно в 500 км к югу от Парижа, в 145 км северо-восточнее Тулузы, в 22 км к востоку от Родеза.

## Население
Население коммуны на 2008 год составляло 287 человек.
| 1962 | 1968 | 1975 | 1982 | 1990 | 1999 | 2008 |
| ---- | ---- | ---- | ---- | ---- | ---- | ---- |
| 207  | 214  | 222  | 216  | 214  | 223  | 287  |

## Экономика
В 2007 году среди 174 человек в трудоспособном возрасте (15—64 лет) 140 были экономически активными, 34 — неактивными (показатель активности — 80,5 %, в 1999 году было 76,8 %). Из 140 активных работали 132 человека (71 мужчина и 61 женщина), безработных было 8 (3 мужчин и 5 женщин). Среди 34 неактивных 7 человек были учениками или студентами, 18 — пенсионерами, 9 были неактивными по другим причинам.

## Достопримечательности
- Дольмен Люк I. Памятник истории с 1994 года[3]
- Церковь (XII век). Памятник истории с 1927 года[4]

## Фотогалерея

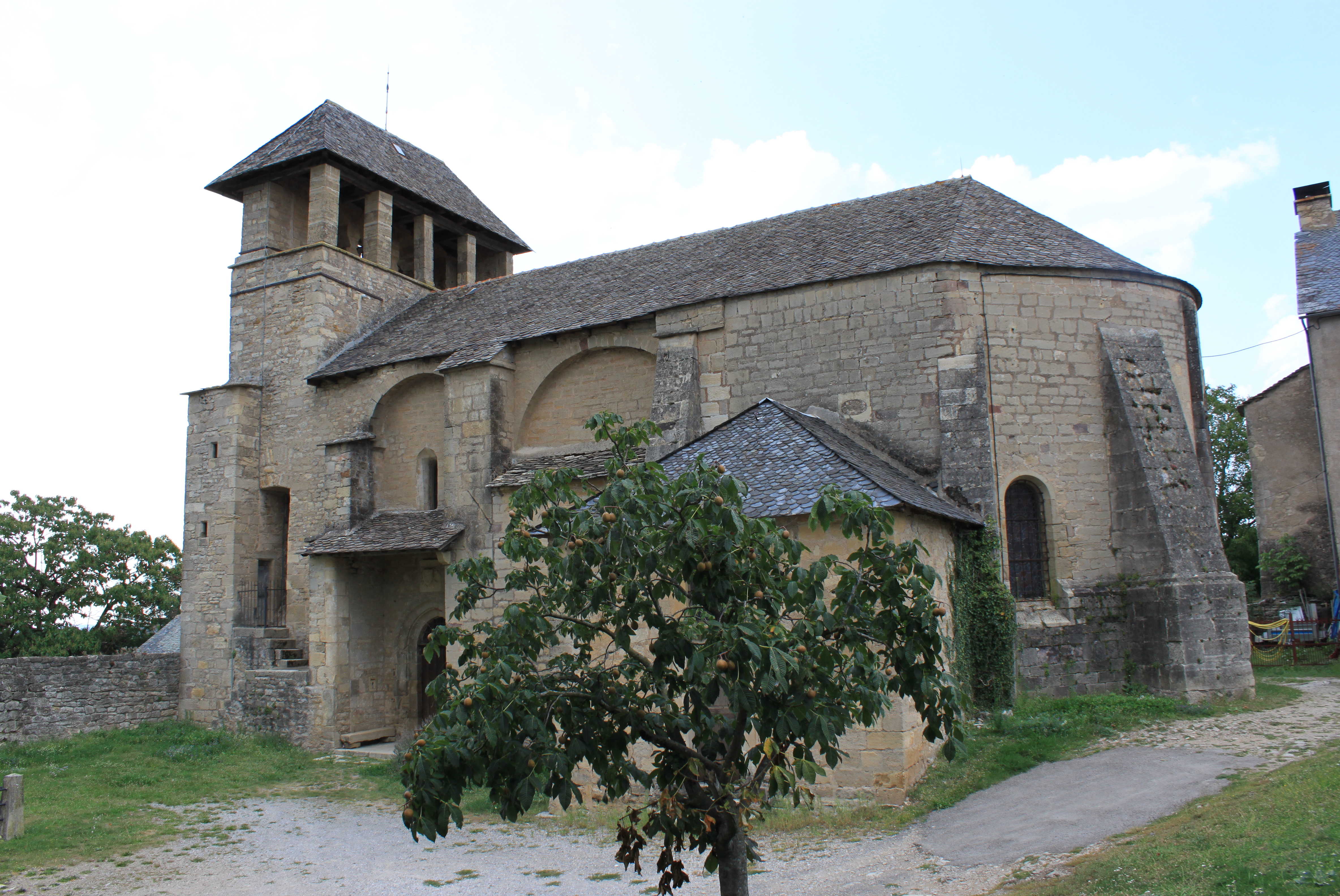
Церковь
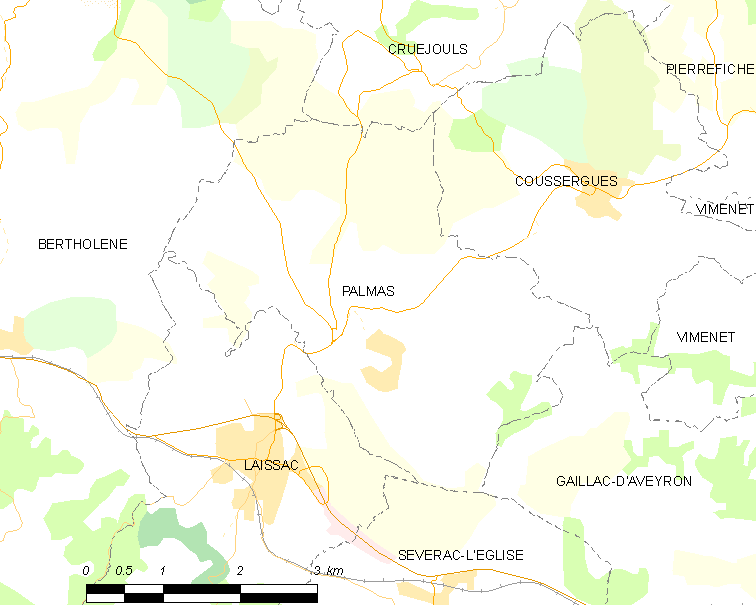
Карта коммуны